# Pedicularis moschata
Pedicularis moschata är en snyltrotsväxtart som beskrevs av Carl Maximowicz. Pedicularis moschata ingår i släktet spiror, och familjen snyltrotsväxter. Inga underarter finns listade i Catalogue of Life.